# Аутономашки покрет у Војводини
Аутономашки покрет у Војводини је сепаратистички политички покрет у Војводини. Поједине присталице овог покрета се залажу за већу аутономију Војводине у Србији, други за статус федералне јединице у саставу федерализоване Србије, док трећи траже потпуну независност Војводине од Србије.

## Историја
Аутономашки покрет у Војводини развио се након 25. новембра 1918. када је одржана Велика народна скупштина Срба, Буњеваца и осталих Словена у Банату, Бачкој и Барањи, након које су подручја Баната, Бачке и Барање постала део Краљевине Србије. Потписивање Тријалонског споразума из 1920. године, који је довео до промене граница Краљевине Мађарске, утицао је на положај Војводине, јер је тада постала део Краљевства Срба, Хрвата и Словенаца.
Идеја је поново заживела после Антибирократске револуције из 1989. и усвајања Устава Србије из 1990. којим су аутономне покрајине (САП Војводина и САП Косово) у саставу Србије изгубиле дефакто статусе федералних јединица Социјалистичке Федеративне Републике Југославије наметнутих контроверзним Уставом из 1974.

## Политичке странке
Постоји неколико политичких странака и партијских коалиција које се залажу за већу аутономију Војводине у Србији. Најпопуларнија од њих је Лига социјалдемократа Војводине коју води Бојан Костреш. Политичке странке које интензивно заступају овакву идеју су: Заједно за Војводину, Покрет Аутономија, удружење Војвођански клуб, Реформисти Војводине, Демократски савез Хрвата у Војводини итд. Ове странке углавном подржава локално Војвођанско Српско становништво. Постоји и неколико политичких партија локалних етничких мањина, од којих неке, поред подржавања права етничких мањина, такође подржавају идеју о вишој аутономији за Војводину.

## Предлози и иницијативе
Постоји различити ставове аутономашких политичких странака о жељеном нивоу аутономије Војводине. Неки од предводника заступају враћање на ниво аутономије каква је била 1974. године, док други предлози подржавају идеју о већој аутономији него деведесетих, али нешто мање него 1974. године.
Један од предлога био је предлог Лиге социјалдемократа Војводине, који се залагао за трансформацију Србије у „демократску федералну државу” са федералним јединицама и са већим или нижим нивоима аутономије. Једна од федералних јединица савезне Србије, према предлогу, била би Република Војводина. Поред Војводине, друге савезне јединице биле би Шумадија, Југоисточна Србија, град Београд, Санџак и Космет. Према Лиги, ово политичко решење би „стабилизовало Србију као државу и спречило би било какве сепаратистичке тенденције на територији Србије”. Последњих година, Лига углавном је напустила идеју о Републици Војводини, али и даље заговара виши ниво аутономије покрајине. Војвођанска партија се интензивно залаже за то да Војводина добије статус федералне јединице у саставу федерализоване Републике Србије.
Дана 28. јануара 2013. године, као одговор на предлог политичке организације Треће Србије из Новог Сада да се укине аутономија Војводине, Војвођанска партија је спровела кампању која је укључивала постављање плаката „Република Војводина” у Новом Саду.

## Галерија
- Застава
Лиге социјалдемократа Војводине
- Застава
Војвођанске партије